# 시티즌시계

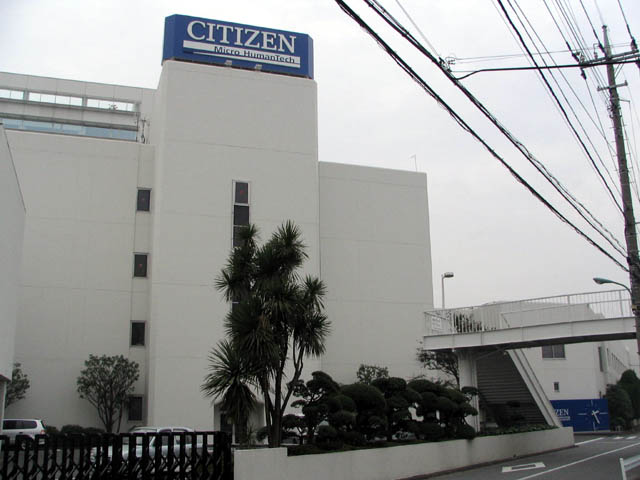
도쿄도 니시토쿄시에 위치한 시티즌시계 본사 사옥

시티즌시계 주식회사(일본어: シチズン時計株式会社, 영어: Citizen Watch Co., Ltd.)는 도쿄도 니시토쿄시에 본사를 두고 있는 일본의 정밀·전자기기 제조 회사이며, 시티즌 그룹의 핵심을 이루는 기업이다.
간토 지방과 고신에쓰 지방을 중심으로 일본 국내 뿐만 아니라 세계 각지에 거점을 두고 있는 다국적 기업이며 도쿄 증권거래소 제1부에 상장됐다.

## 개요
‘시티즌’(CITIZEN) 브랜드의 시계로 알려진 것 이외에도 공작기계 분야에서도 스위스식 자동선반을 중심으로 하는 ‘신콤’(シンコム, Cincom)이라는 브랜드로 유명하다. 이전에는 손목 시계의 기계체(무브먼트)의 생산량 세계 1위(그룹)를 자랑하여 일본 국내 최대 기업으로 성장했고 3할 이상의 세계 시장 점유율을 차지한다.
신주쿠구 니시신주쿠의 신주쿠 미쓰이 빌딩에 본사를 두고 있었는데 2001년에 도쿄 도 니시토쿄시에 이전했다. 공장은 본사가 있는 도쿄 도 니시토쿄 시(도쿄 사업소)와 사이타마현 도코로자와시(도코로자와 사업소)에 있다. 2005년에는 회사 설립 75주년을 기념하여 새로운 슬로건으로 ‘CITIZEN Micro HumanTech(마이크로 휴먼 테크) 더 작게, 굉장히 두근두근.’(CITIZEN Micro HumanTech（マイクロ・ヒューマンテック） もっと小さく、すごくわくわく。)을 내걸었다. 이것은 ‘마이크로, 그것은 우리의 도메인입니다’(マイクロ、それは私たちのドメインです), ‘휴먼, 그것은 우리의 이념입니다’(ヒューマン、それは私たちの理念です), ‘테크놀로지, 그것은 우리의 기반입니다’(テクノロジー、それは私たちの基盤です)라는 회사의 세 가지 이념을 형태로 나아가려는 생각에서 붙여진 것이다.
또한 일본인 및 재일 외국인 중에서 무명이면서도 사회적으로 기여한 시민을 1년 단위로 기리는 ‘시티즌 오브 더 이어’(シチズン・オブ・ザ・イヤー)라는 상을 제정했다. 2007년 4월에 ‘시티즌 그룹’의 순수 지주회사 체제로의 이행을 위해 회사명을 ‘시티즌 시계’에서 ‘시티즌홀딩스’로 변경, 새로이 사업 자회사로서 ‘시티즌 시계 주식회사’를 설립했다.
더욱이 시티즌 그룹의 광고·카탈로그에 게재된 시계가 보여주는 시각은 아날로그식이 10시 9분 35초, 디지털식이 12시 38분 27초를 기준으로 하고 있다.

## 연혁
1918년에 ‘쇼코샤 시계 연구소’(尚工舎時計研究所)로서 창업을 했고 1924년에 회중 시계 ‘CITIZEN’을 발매해, 이것이 ‘시티즌’이라는 브랜드의 발단이 됐다. 시티즌의 이름은 ‘시민에게 친밀해 지도록’이라는 의미(원래 시티즌은 영어로 시민이라는 의미를 나타내고 있다)로 당시의 사장과 친분이 깊었던 고토 신페이가 붙인 이름이라고 한다.
1930년에는 회사 조직으로서 ‘시티즌시계 주식회사’(シチズン時計株式会社)가 설립돼 전시색이 강했던 1936년에는 당시 군수산업의 집적지로 돼있던 기타타마 군 다나시 정(현재의 니시토쿄 시)에 다나시 공장이 완공됐다. 그로부터 2년 후인 1938년에는 군부의 의향에 의한 적성어 규제에 의해 ‘대일본 시계 주식회사’(大日本時計株式会社)로의 사명 변경을 피할 수 없게 됐다. 전후에는 연합군 최고사령부에 의한 요도가와, 다나시의 양쪽 공장에 대한 배상 시설 지정 등을 넘고 재빨리 부흥을 이뤄 세이코에 이은 일본 제2의 시계 회사로 성장했다. 1948년에 다시 회사명을 ‘시티즌시계 주식회사’로 변경했다. 2001년에는 도쿄 사업소에 본사를 이전했다.
2007년 4월에 ‘시티즌 그룹’의 순수 지주회사 체제 이행으로 회사명을 ‘시티즌시계 주식회사’에서 ‘시티즌홀딩스 주식회사’(シチズンホールディングス株式会社)로 변경하여 새롭게 사업 자회사로서 ‘시티즌시계 주식회사’(2대)를 설립했지만, 2016년 10월에 ‘시티즌홀딩스 주식회사’가 ‘시티즌시계 주식회사’(비상장) 및 ‘시티즌 비즈니스 엑스퍼트 주식회사’를 흡수 합병, 회사명을 ‘시티즌시계 주식회사’로 다시 변경했다.
쿼츠식 시계가 주류가 되기 이전에 전기 템프식 시계의 국산화에 재빨리 성공했다. 또한 미국 부로바와 함께 ‘부로바시티즌’(현재의 시티즌 전자)을 설립, 음차식 손목 시계의 국산화에도 성공하고 있다. 더 나아가 2007년에는 부로바를 매수한다고 발표했고 2012년에는 스위스의 시계 회사 프로서를 매수했다.

## 주요 제품
현재 시티즌 그룹의 시계 제품은 쿼츠식이 주류이며 주로 티탄 외장이나 표면경화 기술(듀라텍트), 태양광 발전(태양전지 시계)·전파 수정 등과 같은 최신 기술을 구사한 기능을 갖추는 실용적인 제품을 개발, 판매하고 있다. 또, 실용성보다 부가가치를 중시한 제품으로서 쿼츠식이면서도 종래 시티즌의 제품 라인업의 컨셉, 디자인, 메커니즘을 초월한 복잡 시계의 세계에 도전한 ‘캄파놀라 컬렉션’도 판매하고 있다.
시계 이외의 상품으로는 공작기계 ‘신콤’, 자회사인 시티즌 시스템스가 판매하는 전자식 탁상 계산기, 전자 사전, 건강 관련 상품(혈압계·체온계) 등이 있다. 또한 일찍이 일세를 풍미했던 포켓 보드는 시티즌 제품이다.

### 손목 시계 제품
- 캄파놀라 컬렉션
- 더 시티즌
- 익시드
- ATTESA
- 프로마스터
- xC
- 얼터너

또 그 외에도 ‘폴 스미스’ 등의 라이선스 시계와 제2 브랜드인 ‘VAGARY’·‘INDEPENDENT’, 더욱이 ‘Q&Q’, ‘FREE WAY’, ‘레구노(REGUNO)’, ‘위카(WICCA)’등의 브랜드로 전개하는 세컨드 라인, 염가대 상품도 다루고 있다.

#### 비고
- 캄파놀라 컬렉션의 ‘아카네조라(CTY57-1161)’를 탤런트인 게키단 히토리가 착용하고 있다.
- 영화 《데스노트》 중에서 주인공 야가미 라이토가 이 회사의 얼터너 VO10-5992 F를 착용하고 있다.

## 관련 회사

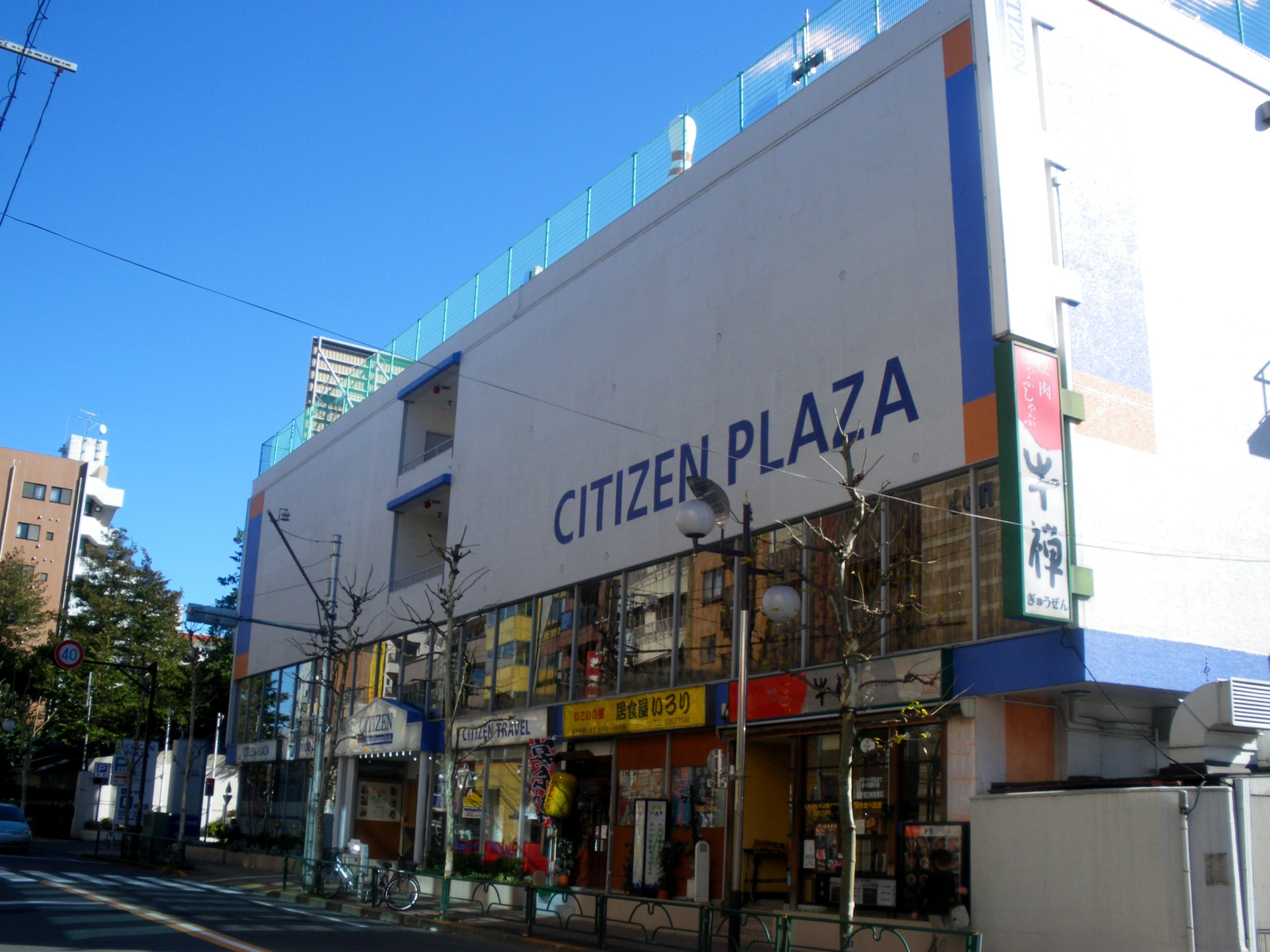
시티즌 플라자(도쿄 다카다노바바)

주요 자회사에는 ‘시티즌 시계’, 공작기계 회사로는 구 도쿄 증권거래소 2부 상장회사인 ‘시티즌 머시너리’, 구 JASDAQ 상장회사인 ‘시티즌 전자’, ‘시티즌 파인디바이스’(구 회사명: 미요타), 비상장으로는 ‘시티즌 머시너리’(구 회사명: 시티즌 정밀기계), ‘시티즌 시스템스’, ‘시티즌 시계 매뉴팩처링’(시티즌 헤이와 시계 등이 합병), ‘시티즌 TIC’(구 회사명: 티아이씨 시티즌) 등이 있다. 그리고 자본 관계를 갖는 관련 회사로서 클락메이커인 ‘리듬 시계공업’(도쿄 증권거래소 1부 상장), 동사를 루트로 갖는 전자기기·공작기계·정밀기계 회사인 ‘스타 정밀’(도쿄 증권거래소 1부 상장)이 있다.
또, 손목시계(워치) 이외의 탁상시계, 벽시계, 자명종시계, 온도 습도계, 스톱 워치의 ‘CITIZEN’브랜드 제품은 리듬 시계공업이 기획, 제조, 판매하고 있다.
2004년 10월에 주요 자회사로 워치의 기획·판매를 다루는 ‘시티즌 상사’를 흡수 합병했다. 이듬해 2005년 10월, 브랜드의 힘을 시장에 대해 최대한으로 활용함과 동시에 그룹 회사 간의 단결력을 높여서 관리 강화의 기반이 되는 연대의식의 고양을 도모하기 위해 그룹 회사의 사명 변경을 단행하는 것과 동시에, 구 상장 자회사 3사의 주식교환에 따른 완전 자회사화를 단행했다. 그리고 시티즌 그룹은 시계 회사로서의 측면 뿐만 아니라 앞에서 말한 전자기기나 전자 부품 회사로서의 측면을 가지고는 있지만 사업 재편에 의해서 2004년에 공작기계(정밀기계) 사업과 시계 사업을 분사·통합함에 이어 2005년에는 정보기기·건강 관련 기기 사업 및 액정 디바이스 사업을 통합·분사화했다.
이 외에도 신주쿠구 다카다노바바에 있는 볼링장과 스케이트장 등을 갖춘 복합 시설 ‘시티즌 플라자’를 경영하는 시티즌 플라자 주식회사가 있다.

## 연구·제조 거점
- 시티즌 시계 주식회사
  - 도쿄 사업소(도쿄도 니시토쿄시)
  - 도코로자와 사업소(사이타마현 도코로자와시)
- 시티즌 파인디바이스 주식회사
  - 본사·가와구치코 사업소(야마나시현 미나미쓰루군 후지카와구치코정)
  - 미요타 사업소(나가노현 기타사쿠군 미요타정)
  - 기타미마키 사업소(나가노 현 도미시)
- 시티즌 전자 주식회사
  - 본사 공장(야마나시현 후지요시다시)
- 시티즌 시계 가고시마 주식회사(가고시마현 히오키시)

## 회사가 주최하는 상
- 시티즌 오브 더 이어(シチズン・オブ・ザ・イヤー)

## 같이 보기
- US 오픈 (테니스) - 공식 타임키퍼